# جيمس إتش ونايت
جيمس إتش ونايت (بالإنجليزية: James H. Knight)‏ هو طيار أمريكي، ولد في 14 مارس 1892، وتوفي في 24 فبراير 1945.